# Ōarai
Ōarai (大洗町?) è una cittadina giapponese della prefettura di Ibaraki.